# Борисов мост
Бори́сов мост — пешеходный металлический балочный мост через Обводный канал в Адмиралтейском районе Санкт-Петербурга, соединяет Безымянный остров и левый берег канала в районе домов №207 и №138 по набережной Обводного канала.
Выше по течению находится Таракановский мост, ниже — Ново-Калинкин мост.
Ближайшие станции метрополитена — «Нарвская» (970 м) и «Балтийская» (1018 м).

## Название
Название моста известно с начала XX века и происходит от фамилии домовладельца купца Борисова, которому принадлежали два больших дома на правом берегу канала.

## История
В 1890-х годах по инициативе купца Борисова и на его деньги к проходной завода «Треугольник» был построен деревянный пятипролётный балочный пешеходный мост на свайных опорах. В 1928 году произведён капитальный ремонт моста. С постройкой подпорных стенок набережных длина моста уменьшилась с 39 м до 33 м. Мост был трёхпролётный балочный. В 1932 году деревянные балки были заменены на металлические. Существующий мост был построен в 1988—1990 годах по проекту, разработанному инженером проектной группы Ленмосттреста В. И. Фельдманом и архитектором В. М. Ивановым.

## Конструкция
Мост однопролётный металлический балочный. Пролётное строение выполнено из металлических балок с криволинейным очертанием нижнего пояса. Сверху пролётное строение перекрыто железобетонными сборными плитами. Устои из монолитного железобетона на свайном основании, облицованы гранитными плитами. Опоры выдвинуты из линии набережной в русло. Перильное ограждение металлическое простого рисунка, завершается на гранитными тумбами. Длина моста составляет 33,1 м, ширина — 3,0 м. 